# 保良局顏寶鈴書院
保良局顏寶鈴書院（英語：Po Leung Kuk Ngan Po Ling College，簡稱PLKNPLC/NPL）是保良局教育機構轄下的第一所直資中學，成立於2003年。地址位於香港九龍土瓜灣崇安街，是一所全日制男女生的學校。每級5班，學生人數約744人。現時教職員共84人（包括6名外籍教師）。非華裔學生需修GCSE中文。於2014-2015學年率先在中四級開設IB預備課程，期後於2015-2016學年正式開設國際文憑大學預科課程（IBDP）。

## 辦學宗旨
提供理想學習環境，營造關懷、愉快之校園文化。注重五育均衡發展，培養語文能力、獨立思考能力，積極面對21世紀之挑戰。

## 校訓
愛、敬、勤、誠

## 歷任校長
1. 康羅賜珍女士（2003年-2016年校長）
2. 郭劍輝先生（2016-2017年署理校長，2017-2018年校長）
3. 麥添亮先生（2018-2023年8月）
4. 周楚成先生（2023年9月-）

## 課程政策
該校課程以英語為教學語言，中一、二中文科則以普通話授課，中三兩班精英班讀普通話，其餘讀廣東話。學生若在精英班能自行選擇教學語言，旨在強化學生兩文三語的基礎。學校特別為外籍同學開設法文班。
初中每級5班，而高中則設有文商2班和理科3班。

### 班級編制
該校目前共開設30班，架構如下：
| 級別 | 中一 | 中二 | 中三                 | 中四                  | 中五                  | 中六                  |
| ---- | ---- | ---- | -------------------- | --------------------- | --------------------- | --------------------- |
| 班數 | 5班  | 5班  | 5班（A,B,C為精英班） | 5班（包括IB課程一班） | 5班（包括IB課程一班） | 5班（包括IB課程一班） |

## 學校主要學生組織
- 學生會
- 資訊科技領袖生
- 風紀領袖生
- 英語大使
- 圖書館管理員
- 輔導領袖生
- 國民教育大使
- 四社

## 校舍
該校為千禧校舍，佔地7,000平方米，除了學校基本設施外，該校還有多個輔助教學室、電腦室、多媒體學習室、教員休息室、智能圖書館、STEAM LAB、附樓座的禮堂、健身室及學生活動室等。
- 2009年3月28日，新翼大樓落成。新翼設有室內全天候游泳池、小禮堂、人文科學中心、宿舍[5]、天文氣象科學中心、校園電視台、音樂練習室、學生會室、會議室、家長教師會辦公室、演奏室/樂團室，天台觀星角更設有全港口徑最大的折射望遠鏡。
- 2015年，中藥研究中心落成。中藥研究中心設有各種先進設備，如傅立葉轉換紅外光譜儀及高效液相層析儀，為本校中藥研究小組提供完善的科研設施。小組研究課題包括中藥檢定、中草藥有效成分等。同年，多用途禮堂New Era Hall落成，為各項大型活動提供場地，包括講座、表演、典禮等。
- 2016年，跑道及沙池落成。跑道及沙池促進田徑隊的校內訓練，提昇本校運動設施水平，有助學生鍛鍊體格。同年，游泳池落成全港首個遇溺偵測系統，更進一步確保泳池範圍之安全。
- 2023年，智能圖書館落成，設施比以往圖書館先進，當中包括自助借還書機、更舒適的溫習空間。此外，學校亦放置數部智能書架於圖書館以外，供學生使用，培養學生閱讀興趣。

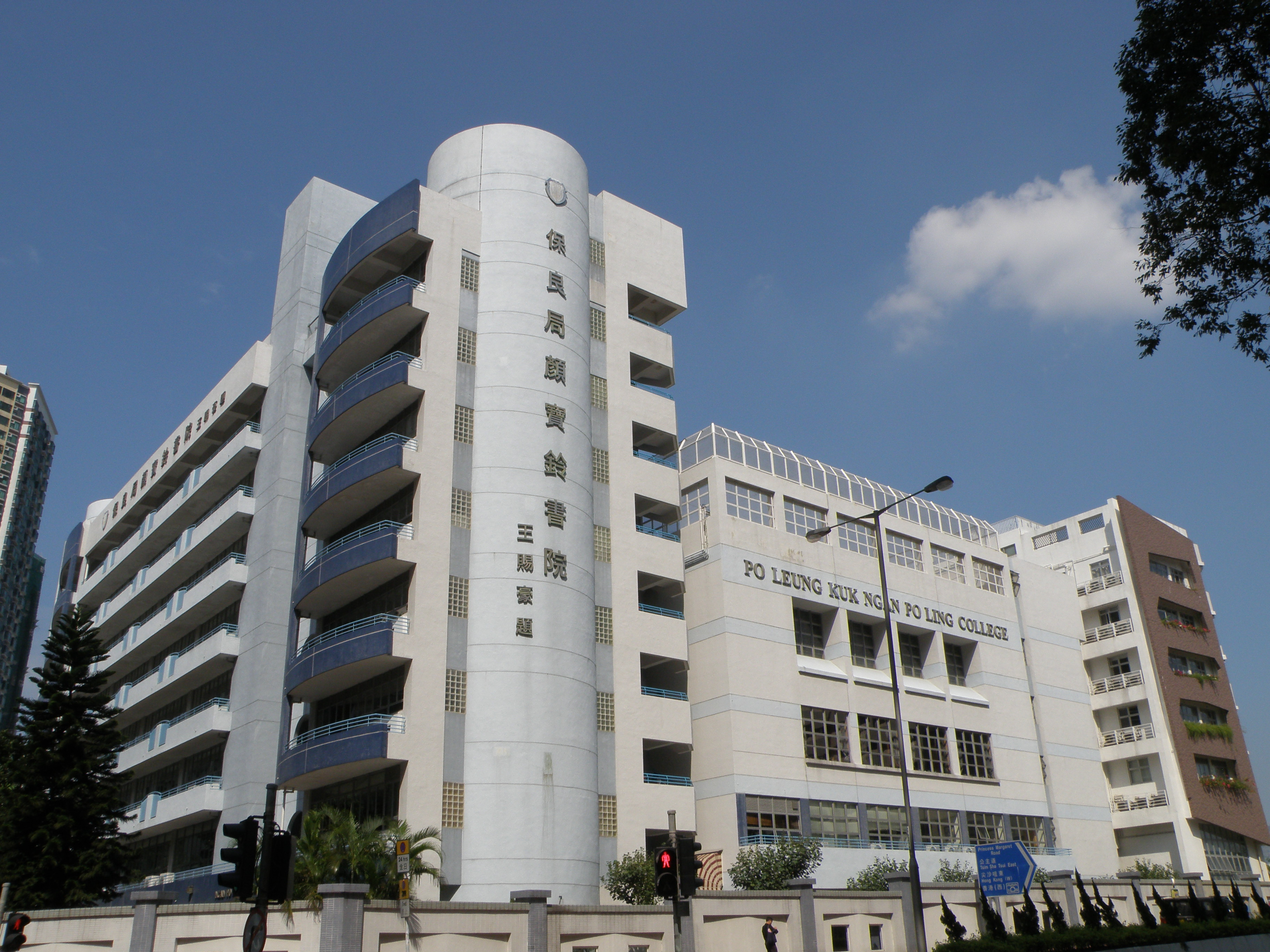
翻油前的校舍
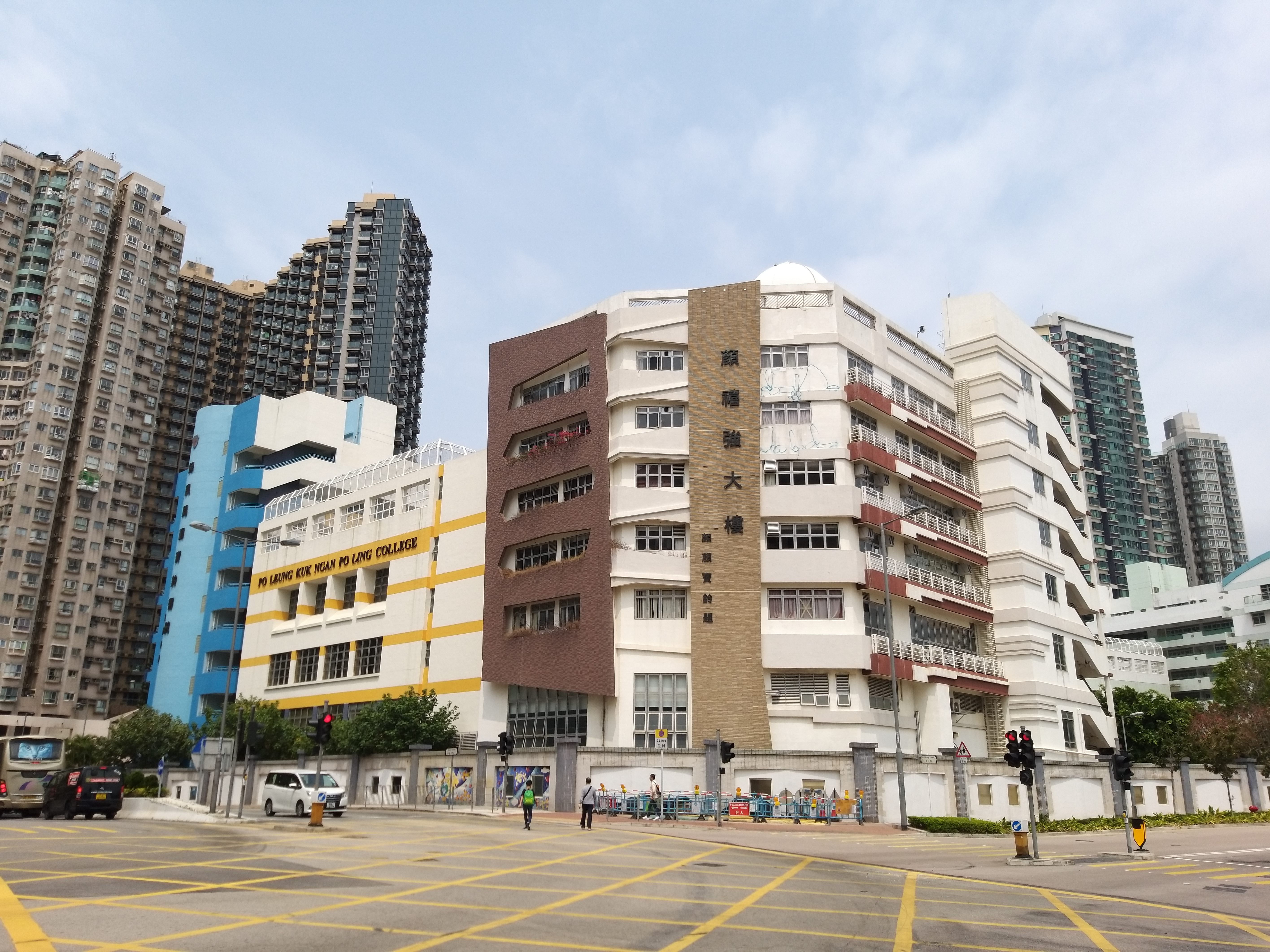
校舍東南面
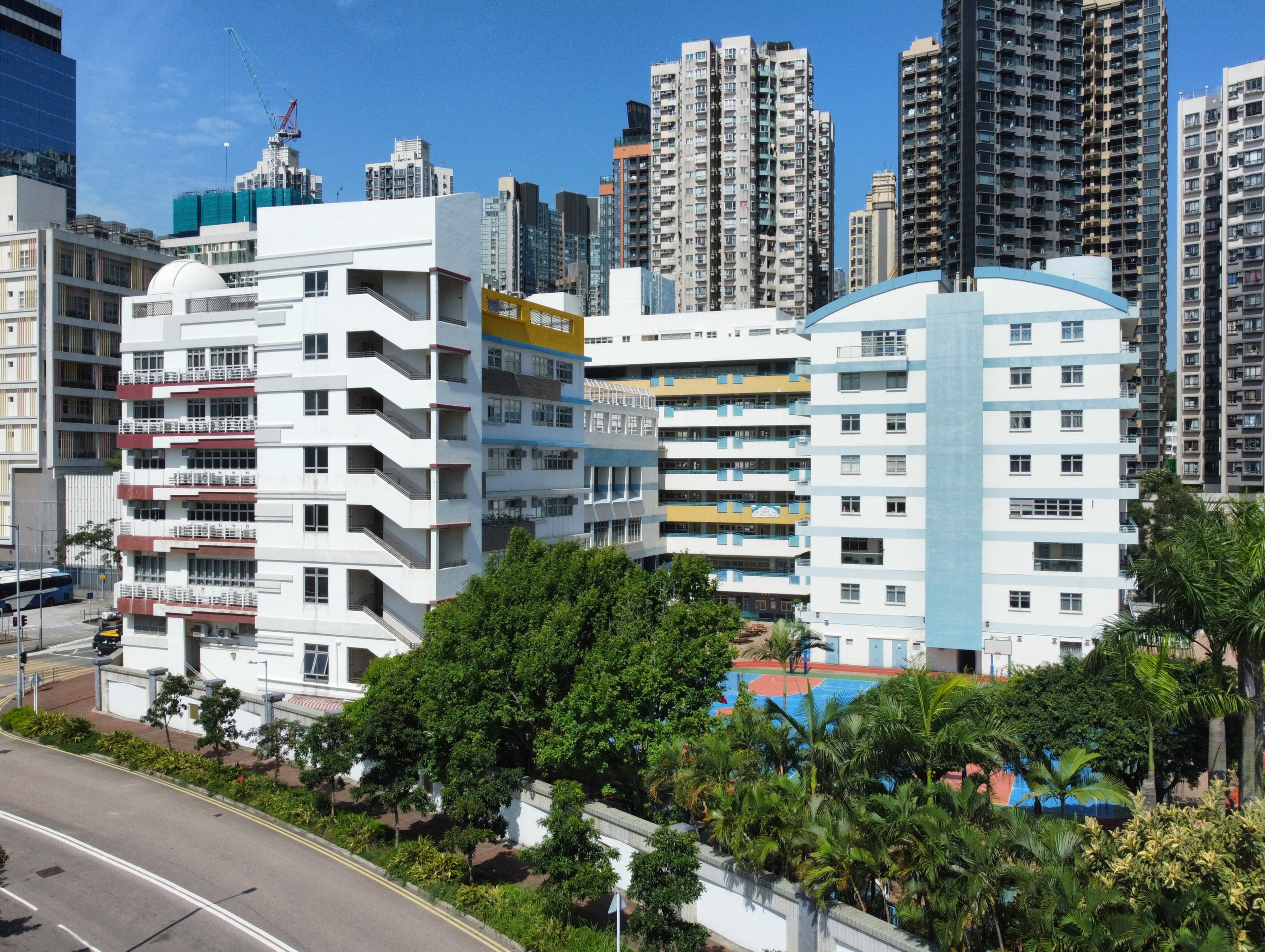

### 宿舍設施
- 每層樓面面積：約6,000平方呎
- 提供宿位數目：男女生宿位各22個
- 設施：溫習間、休憩間、宿生房間、舍監房間、茶水間、洗衣房及洗手間/更衣室
- 宿生房間類別：每層有10個房間，大部分為2人房
- 宿舍提供：留宿舍監、補習導師、早晚餐、及洗衣服務

## 爭議

### 男教師校內連環爆格
畢業於浸會大學體育系的黃姓體育男教師懷疑因賭博欠下巨債，於2011年在校內涉嫌連環爆格，盜取約六萬元現金。警方調查後將他拘捕。

### 只聘請內地教師
該校2014年招聘中文科學位教師時，要求應徵者必須以普通話為母語，有內地教學經驗可獲加分，反而於中文系或教育學系畢業並非條件之一。有本地團體指該只聘用內地人而不考慮香港人的政策是搶本地教師飯碗，教協也認為要求應徵者以普通話為母語並不合理。

### 男教師與同校兩女生性交，審訊期間繼續任教
李姓體育男教師被控於2015年4月至8月及9月至16年2月底分別與兩名16歲以下的女童X和Y非法性交，該男教師的手機更藏有多張其他少女裸露和親熱的相片及影片，懷疑牽涉更多同校女生與其人發生關係。該男教師2016年於案件提堂申請保釋時，被控方揭發該男教師仍然於該學校任教。該教師在獲准擔保外出不足一個月內，隨即透過一名同校男學生聯絡其中一名女事主，希望女事主改口供並聲稱沒有被強姦，並向男生表示，若男生聯絡女事主，女事主便會親吻和擁抱他。同日，該男教師更疑在停職期間到學校運動會向學生訴苦，令兩名女事主的身份曝光。大眾表示嘩然，因為學校竟然容許懷疑多次侵犯自己學生的疑犯再次接觸學生，並無作出隔離和通知。控方經研究後撤銷加控的妨礙司法公正罪。惟在審訊其間，有受害女生突向警方表示不願再就本案作供，控方只好撤回非法性交罪，該教師同時申請終止聆訊，惟此申請被法庭拒絕。及後，該教師在審訊中途改為認罪，最後被判囚11個月。

## 邻近
- 九龙城政府合署
- 崇潔街（崇潔美食街）
- 渔人码头
- 中華基督教會基道中學
- Soda Mall旗艦店
- 啟岸商場（啟岸美食巷）

## 著名/傑出校友
- 何曼筠：無綫電視新聞從業員，港聞組記者。

## 外部連結
- 保良局顏寶鈴書院網頁 （页面存档备份，存于）
- OpenSchool保良局顏寶鈴書院介紹 （页面存档备份，存于）
- 2017年十八區STEM學校巡禮 （页面存档备份，存于）
- 保良局顏寶鈴書院在Google地圖的位置